# GTV吾妻萩生中継局
GTV吾妻萩生中継局（ジーティーブイあがつまはぎゅうちゅうけいきょく）は、群馬県吾妻郡東吾妻町に置かれていた群馬テレビの中継局である。

## 概要
- 当中継局は、吾妻郡東吾妻町荻生字板倉819番33号に置かれ、該当地区へ電波を発射していた。
- 在京広域局については、周辺地域の中継局などを受信していた。
- なお、当地にはNHKも中継局を置いていたが、GTVより10年早く2001年3月31日を以って廃局となっている。

## 中継局概要
| 放送局名      | チャンネル | 空中線電力        | ERP                | 放送対象地域 | 放送区域内世帯数 | 偏波面   | 開局日         | 閉局日        |
| GTV群馬テレビ | 25ch       | 映像3W /音声750mW | 映像9.5W /音声2.4W | 群馬県       | 約520世帯        | 垂直偏波 | 1982年12月23日 | 2011年7月24日 |